# Ла-Тюк

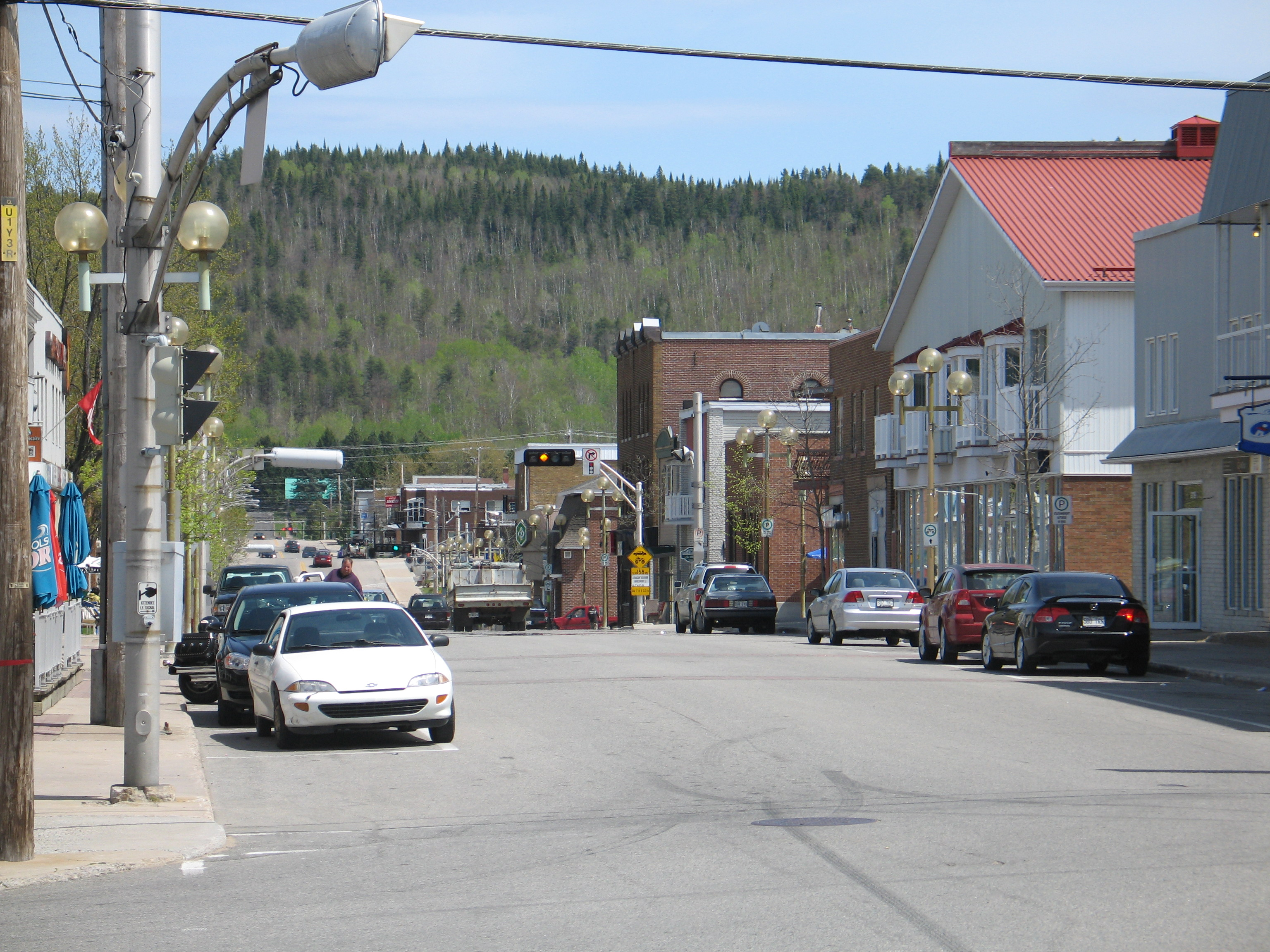
Центр города Ла-Тюк

Ла-Тюк, фр. La Tuque, буквально «зимняя шапка» — город в канадской провинции Квебек в регионе Мориси, округе Ла-Тюк.
Город Ла-Тюк является вторым по величине муниципалитетом в Квебеке (после Бе-Жамс) по своей территории. Он занимает 95,3 % площади муниципального округа Ла-Тюк, в состав которого входит.
Численность жителей составляет 11 821. Французский язык является родным для 95,5 %, английский для 1,6 % жителей (2006).